# Rudna Wielka

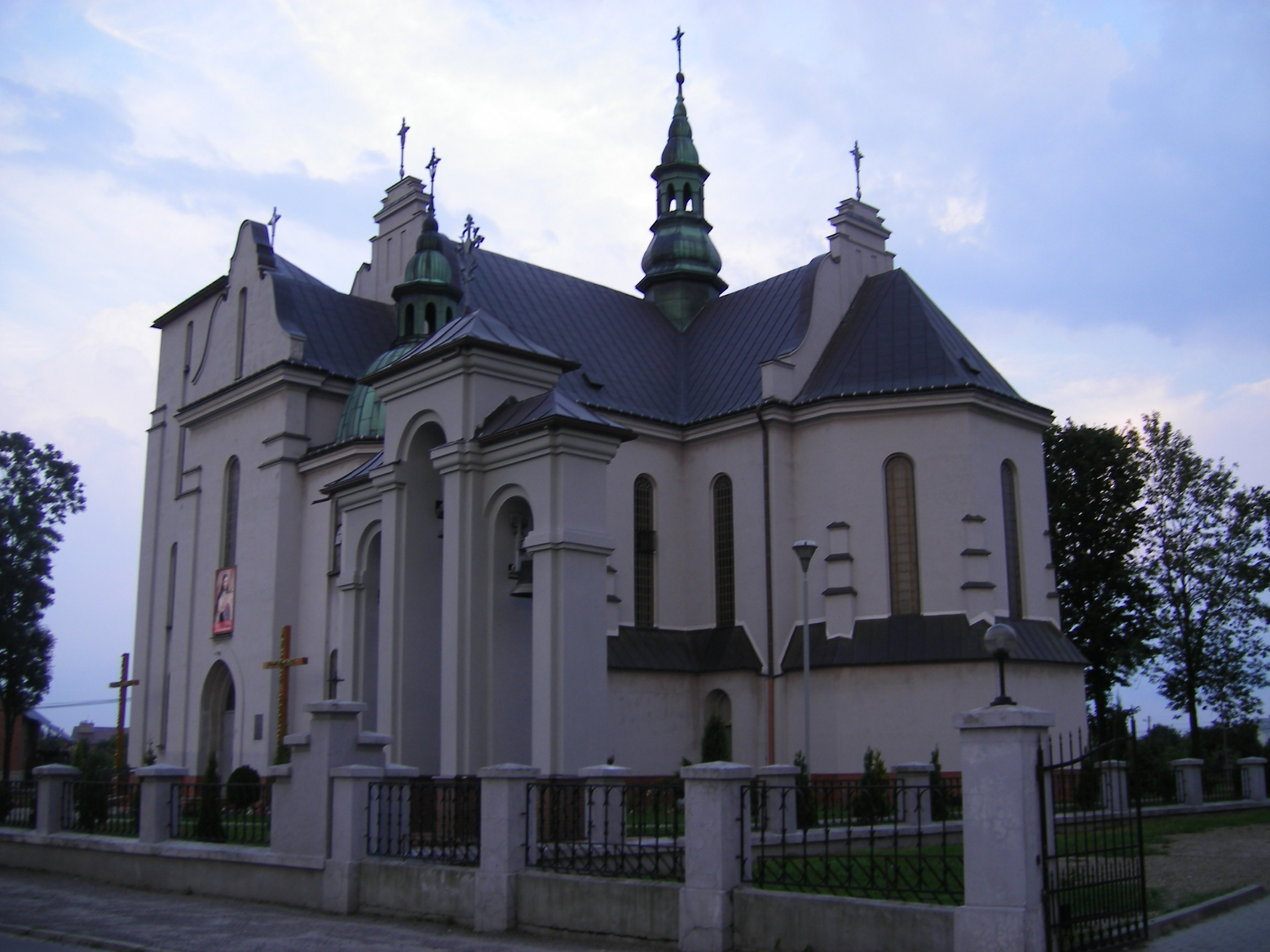
Rudna Wielka katolikus temploma

Rudna Wielka – falu Lengyelország Kárpátaljai vajdaságának Rzeszówi járásában. 2004-ben 1130 lakosa volt, a Świlczai községhez (gmina) tartozik. Rzeszówtól 7 km-re északnyugatra fekszik, a Mrowla-patak partján, Rzeszów agglomerációjához tartozik.
A falu a 14. században keletkezett. A 19. században a kujáviai Dąmbski-család birtokolta, akik kastélyt is építettek itt, mely napjainkig fennmaradt. Szt. Teréznek szentelt katolikus templomát 1928-1936 között építették.

## Demográfiai adatok
| Év   | Házak száma | Lakosok száma |
| ---- | ----------- | ------------- |
| 1786 | 120         | 700           |
| 1921 | 306         | 1389          |
| 2004 | 335         | 1130          |

## Külső hivatkozások
- Információk a községi honlapon (lengyelül)

1. ↑  https://bdl.stat.gov.pl/api/v1/data/localities/by-unit/061813516122-0663999?var-id=1639616&format=jsonapi. (Hozzáférés: 2022. október 5.)